# Pogórze Bolesławieckie
Pogórze Bolesławieckie – według podziału fizycznogeograficznego Jerzego Kondrackiego najdalej na północny zachód wysunięty i najrozleglejszy mikroregion wchodzący w skład mezoregionu Pogórza Kaczawskiego. Od północy i północnego wschodu, na linii Bolesławiec – Tomaszów Bolesławiecki – Zagrodno graniczy z Niziną Śląsko-Łużycką. Na zachodzie Dolina Bobru oddziela je od Pogórza Izerskiego. Na południu, wzdłuż linii Włodzice Wielkie – Sędzimirów – Zagrodno przechodzi w Rów Zbylutowski.
Podłoże zbudowane jest w większości ze skał osadowych i wulkanicznych niecki północnosudeckiej. Są to dolnopermskie (czerwony spągowiec) piaskowce, zlepieńce, mułowce, porfiry i melafity oraz ich tufy; górnopermskie (cechsztyn) wapienie i dolomity; triasowe piaskowce, mułowce i wapienie oraz górnokredowe piaskowce, margle, iłowce. W kilku miejscach przebijają je trzeciorzędowe kominy bazaltowe. Wschodnia część Pogórza należy do metamorfiku kaczawskiego i zbudowana jest ze starszych skał metamorficznych. Są to staropaleozoiczne (ordowickie i sylurskie) fyllity i łupki. Na tych skonsolidowanych skałach zalegają piaski i żwiry trzeciorzędowe i czwartorzędowe oraz plejstoceńskie gliny zwałowe.
Krajobraz jest lekko pofalowany z niewielkimi wzniesieniami. Najwyższym wzniesieniem jest widoczny z daleka Grodziec (389 m n.p.m.).
Pogórze należy do zlewni Bobru, jego dopływu Bobrzycy i Skory – dopływu Czarnej Wody, a przez nią Kaczawy.

## Miejscowości
Ważniejsze miejscowości: Bolesławiec, Bożejowice, Grodziec, Iwiny, Stare Jaroszowice, Jurków, Kruszyn, Lubków, Łaziska, Raciborowice Dolne, Raciborowice Górne, Sędzimirów, Tomaszów Bolesławiecki, Ustronie, Warta Bolesławiecka, Wartowice, Żeliszów.